# 틀랄네판틀라데바스

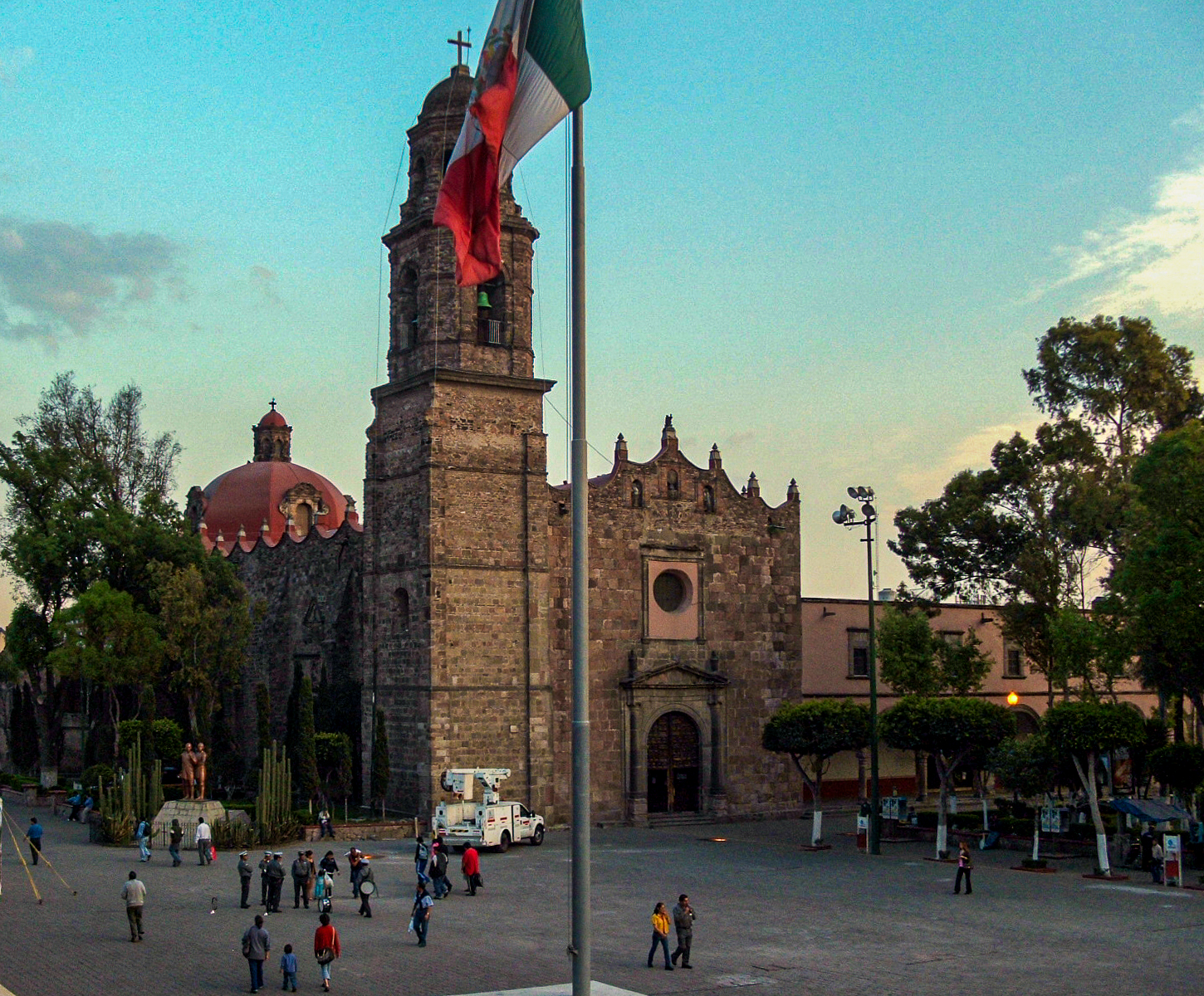
틀랄네판틀라데바스

틀랄네판틀라데바스(스페인어: Tlalnepantla de Baz)는 멕시코 멕시코주에 위치한 도시로 면적은 83.48km2, 높이는 2,250m, 인구는 664,225명(2010년 기준)이다. 멕시코의 수도인 멕시코시티의 북쪽에 위치한다.